# クニミ薬品
クニミ薬品株式会社（クニミやくひん）は、徳島県美馬市脇町大字猪尻に本社を置いていた医薬品・衛生材料・化粧品の卸売を中心とする日本の企業。
現在はスズケングループの一社アスティスである。医薬品の卸売手。

## 概要
- 本社：〒779-3602 徳島県美馬郡脇町大字猪尻字西分13
- 設立：1946年（昭和21年）7月15日

## 営業所
徳島県
- 徳島市
- 美馬郡

## 主な取引メーカー
- 鳥居薬品
- ミドリ十字
- 科研製薬
- 持田製薬
- 日本化薬
- 大塚製薬
- 三共
- 扶桑薬品工業